# Zuid-Amerikaans kampioenschap voetbal onder 20 - 2019
Het Zuid-Amerikaans kampioenschap voetbal onder 20 van 2019 was de 29ste editie zijn van de Copa America onder 20. Het toernooi vond plaats van 17 januari 2019 tot en met 10 februari 2019 in Chili. Ecuador won het toernooi voor de eerste keer.
Door de herinvoering van het Zuid-Amerikaans prekwalificatietoernooi zal dit kampioenschap niet worden gebruikt als kwalificatietoernooi voor de Olympische zomerspelen 2020. Uruguay was de titelhouder. Het toernooi werd voor de eerste keer gewonnen door Ecuador. Het toernooi diende wel als kwalificatietoernooi voor het Wereldkampioenschap voetbal onder 20 van 2019, Uruguay, Ecuador, Colombia en Argentinië kwalificeerden zich daarvoor.

## Gekwalificeerde landen
De volgende tien landen hebben zich automatisch gekwalificeerd voor het eindtoernooi.
| Team             | Aantal deelnames | Beste resultaat in voorgaande toernooien |
| ---------------- | ---------------- | ---------------------------------------- |
| Chili (Gastland) | 29e              | Verliezend finalist                      |
| Bolivia          | 24e              | Vierde plaats                            |
| Brazilië         | 28e              | Kampioen                                 |
| Colombia         | 27e              | Kampioen                                 |
| Argentinië       | 27e              | Kampioen                                 |
| Ecuador          | 24e              | Verliezend finalist                      |
| Paraguay         | 27e              | Kampioen                                 |
| Uruguay          | 28e              | Kampioen                                 |
| Peru             | 28e              | Kampioen                                 |
| Venezuela        | 25e              | 3e plaats                                |

## Groepsfase

### Groep A
| Pos | Team      | Wed | W | G | V | Ptn | DV | DT | +/− | Kwalificatie |
| --- | --------- | --- | - | - | - | --- | -- | -- | --- | ------------ |
| 1   | Venezuela | 4   | 3 | 0 | 1 | 9   | 5  | 3  | +2  | Eindfase     |
| 2   | Brazilië  | 4   | 2 | 1 | 1 | 7   | 3  | 2  | +1  | Eindfase     |
| 3   | Colombia  | 4   | 2 | 1 | 1 | 7   | 2  | 1  | +1  | Eindfase     |
| 4   | Chili (G) | 4   | 1 | 1 | 2 | 4   | 3  | 4  | −1  |              |
| 5   | Bolivia   | 4   | 0 | 1 | 3 | 1   | 1  | 4  | −3  |              |

### Groep B
| Pos | Team       | Wed | W | G | V | Ptn | DV | DT | +/− | Kwalificatie |
| --- | ---------- | --- | - | - | - | --- | -- | -- | --- | ------------ |
| 1   | Ecuador    | 4   | 3 | 0 | 1 | 9   | 8  | 4  | +4  | Eindfase     |
| 2   | Argentinië | 4   | 2 | 1 | 1 | 7   | 3  | 2  | +1  | Eindfase     |
| 3   | Uruguay    | 4   | 2 | 0 | 2 | 6   | 4  | 3  | +1  | Eindfase     |
| 4   | Paraguay   | 4   | 1 | 1 | 2 | 4   | 2  | 5  | −3  |              |
| 5   | Peru       | 4   | 1 | 0 | 3 | 3   | 2  | 5  | −3  |              |

## Eindfase
| Pos | Team       | Wed | W | G | V | Ptn | DV | DT | +/− | Kwalificatie                                                       |
| --- | ---------- | --- | - | - | - | --- | -- | -- | --- | ------------------------------------------------------------------ |
| 1   | Ecuador    | 5   | 3 | 1 | 1 | 10  | 6  | 2  | +4  | Wereldkampioenschap voetbal onder 20 - 2019 Pan-Amerikaanse Spelen |
| 2   | Argentinië | 5   | 3 | 0 | 2 | 9   | 7  | 4  | +3  | Wereldkampioenschap voetbal onder 20 - 2019 Pan-Amerikaanse Spelen |
| 3   | Uruguay    | 5   | 2 | 2 | 1 | 8   | 6  | 5  | +1  | Wereldkampioenschap voetbal onder 20 - 2019 Pan-Amerikaanse Spelen |
| 4   | Colombia   | 5   | 1 | 2 | 2 | 5   | 2  | 2  | 0   | Wereldkampioenschap voetbal onder 20 - 2019                        |
| 5   | Brazilië   | 5   | 1 | 2 | 2 | 5   | 3  | 5  | −2  |                                                                    |
| 6   | Venezuela  | 5   | 1 | 1 | 3 | 4   | 3  | 9  | −6  |                                                                    |